# Terremoto de Yacuiba de 1899
El Terremoto de Yacuiba de 1899 fue un terremoto que ocurrió el 23 de marzo de 1899, a las 08:00UTC-4 (Hora Local Boliviana), en la localidad boliviana de Yacuiba, ubicada en el extremo sur del país, en el departamento de Tarija.
Tuvo su epicentro en las coordenadas geográficas 22°10′12″S 63°47′59″O / -22.17000, -63.79972
La magnitud estimada fue de 6,4 en la escala de Richter, a una profundidad de 30 km; y de una intensidad de "grado VIII" en la escala de Mercalli.
Afectó destruyendo la localidad de Yacuiba, y varias pequeñas localidades de la provincia de Salta, Argentina. Se registraron tres muertos y varios heridos.